# 海姆維爾

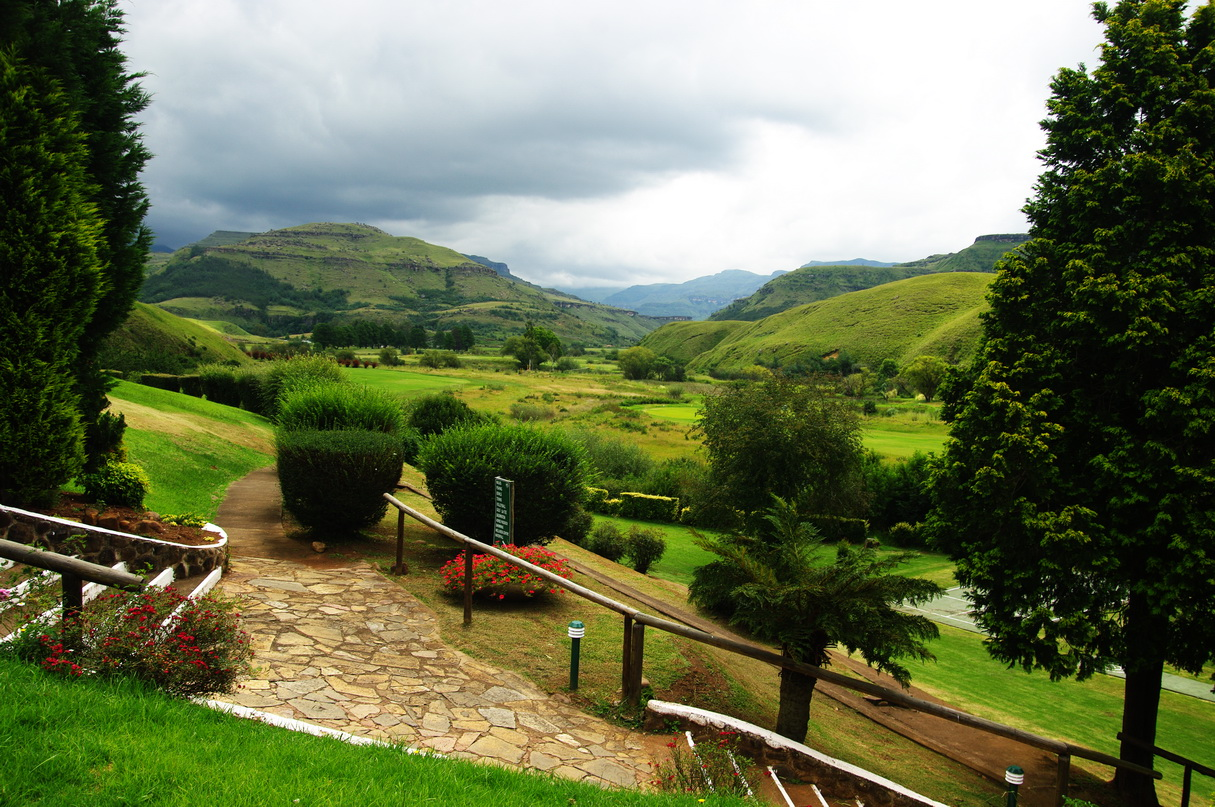
海姆維爾

海姆維爾是南非的城鎮，位於該國東北部，由夸祖魯-納塔爾省負責管轄，距離彼得馬里茨堡約130公里，面積8.33平方公里，2001年人口1,037，人口密度每平方公里120人。

## 外部連結
- uKhahlamba / Drakensberg Park - UNESCO World Heritage Centre （页面存档备份，存于）
- Southern Drakensberg Tourism